# Begónia (növénynemzetség)
A begónia (Begonia) a tökvirágúak (Cucurbitales) rendjébe, ezen belül a begóniafélék (Begoniaceae) családjába tartozó nemzetség.
Családjának a névadó típusneme.

## Előfordulásuk
A begóniafajok előfordulási területe majdnem az egész világ trópusi és szubtrópusi övezeteit magába foglalja. Az Amerikákban az USA déli határától kezdve, az egész Közép-Amerikán és a Karib-térségen keresztül, egészen Dél-Amerika legnagyobb részéig megtalálhatóak; eme déli kontinensen, csak az Andok délnyugati oldalain és Argentína délebbi térségeiről hiányzanak. Afrikában csak a sivatagos helyeken - Szahara, Namib-sivatag, Kalahári - és Északkelet-Afrikában nincsenek; viszont Madagaszkáron jelen vannak. Az ázsiai elterjedésük Indiától kelet felé haladva, a Himalája délkeleti részéig, Délkelet-Ázsiáig, Kína nagy részén keresztül a Koreai-félszigetig és Tajvanig tart. A Fülöp-szigetek és Indonézia legtöbb szigetére is eljutottak. Új-Guineán is élnek. Európában, Ázsia többi részén és Ausztráliában nincsenek őshonos fajaik.
Mivel több faj, illetve azok hibridjei közkedvelt dísznövények, az ember a világ számos tájára széthordta. Ennek a nemzetségnek a betelepített fajai a következő országokban és térségekben hoztak létre vadonnövő állományokat: Alabama, az Ascension-sziget, a Cook-szigetek, Eritrea, Florida, Georgia, Hawaii, a Társaság-szigetek és Szent Ilona-sziget.